# Astrologija
Astrologíja (grško αστρολογία: astrología < άστρον: ástron + λόγος: lógos - beseda, učenje) je psevdoznanost, ki preučuje simbolične vplive in odnose med gibanjem in položaji nebesnih teles ter življenjem na Zemlji. Astrologija poskuša pojasnjevati človeške lastnosti in njegovo usodo.

## Rojstni horoskop
V astrologiji rojstni horoskop predstavlja zemljevid vesolja, ki prikazuje položaje planetov, astroloških hiš, asteroidov, zvezd in drugih nebesnih teles. Izračuna se za čas in kraj rojstva osebe.
Največkrat rišemo geocentrični rojstni horoskop, pri katerem nebesna telesa projeciramo na ekliptiko. Rojstni horoskop je narisan v obliki kroga, ki ga sestavlja dvanajst zodiakalnih znamenj. V središču kroga se nahaja Zemlja. 0° Ovna predstavlja točko pomladišča. Vsako znamenje je veliko 30°.
V krogu so narisani planeti, asteroidi, lune, zvezde in ostala nebesna telesa, glede na njihov položaj ob času rojstva. Narisane so tudi astrološke hiše, pri katerih prva hiša ali ascendent predstavlja projekcijo vzhoda na ekliptiko, deseta hiša ali medium coeli pa predstavlja projekcijo vrha neba na ekliptiko.

## Zgodovina astrologije
Skoraj vsa ljudstva so opazovala nebo z namenom, da bi dobila koristne odgovore na vprašanja o vplivu nebesnih sil na naravo, državo in kralja. Pogosto so opazovanja vključevala mešanico vremenskih in astronomskih pojavov.
Mezopotamija
Iz leta 2.300 p.n.š. so najdeni sumerski klinopisi, ki govorijo o vplivu določenega položaja nebesnih teles na kralja oziroma državo. 2.000 p.n.š. so planetom pripisali božanske lastnosti in jih razdelili na moška in ženska božanstva. Luna in Venera sta bili moški božanstvi, Sonce je bilo žensko božanstvo. Iz leta 1.600 p.n.š. obstaja tekst »Enuma Anu Enlil«, ki opisuje nebesne pojave in njihov vpliv na kralja in državo
Babilonci
Vzpon Babilona se je začel v 18 st. p.n.š. Postavili so uporaben sistem zodiaka, ki ga je sestavljalo dvanajst ozvezdij. Berosus je bil kaldejski duhovnih, zelo cenjen kot zgodovinar, astronom in astrolog. V 3. st.p.n.š. je ustanovi šolo astrologije na otoku Kos.
Klasična grška astrologija
Po 7. st.p.n.š. prihaja do izmenjave astrološkega in astronomskega znanja med Grki in narodi na področju Mezopotamije. V 5. st.p.n.š se je začel uporabljati zodiak z dvanajstimi znamenji. Velik napredek v astrologiji je začetek natalne astrologije – izdela se horoskop posameznika glede na položaj planetov in fiksnih zvezd ob času rojstva. Pride do ločevanja dvorskih in profesionalnih astrologov. Grška družina Ptolomejcev v Aleksandriji, mestu, kjer so se mešale grška, babilonska in egiptovska kultura, ustanovi knjižnico, ki je bila žariščna točka za širjenje astrologije.
Grki so pri tolmačenju uporabljali planete in fiksne zvezde. Vpeljali so koncept štirih elementov, vladarje trojstev po elementih in vladarje planetov po zodiaku. V astrologijo so vključili mitologijo. Planeti so dobili imena po bogovih. Uporabljati so začeli ascendent.  Aspekte so obravnavali na nivoju znamenj. Pomembna so jim bila dnevna in nočna rojstva. Vladar dnevnih rojstev: Sonce, vladar nočnih rojstev: Luna.
Pitagora, filozof, matematik in mistik, je zagovarjal filozofijo, da je vesolje neločljiva celota, katerega delčki so med seboj v popolnem sožitju in skladnosti. Iz njegovih spoznanj sta črpala tudi Platon in Aristotel, ki sta zagovarjala teorijo, da so zemeljski pojavi povezani z gibanjem nebesnih sfer. Hiparh je razvil točne modele gibanja Sonca in Lune, definiral precesijo in naredil prvi katalog zvezd in tabele eklips. Ptolemaj je bil enciklopedist, skušal je sistematizirati obstoječa znanja iz področja matematike, astronomije, geografije in astrologije. Napisal je knjigo Tetrabiblos, ki predstavlja neke vrste »astrološko biblijo«. Dolgo časa je bila oporna točka za resen študij astrologije. Tetrabiblos je sklop štirih knjig, v katerih sta obdelani tako osebna kot tudi mundana astrologija. Med drugim je v knjigi opisal karakteristike planetov in fiksnih zvezd, odpravil razlike med dnevnimi in nočnimi rojstvi, prevzel je Hiparhov tropski zodiak. Knjiga je postala temelj srednjeveške arabske in zahodne astrologije.
Astrologija v starem Rimu
V 1. st.p.n.š. se je za astrologijo začela zanimati tudi rimska elita. Znanja astrologije so prevzeli od starih Grkov, vendar so planete poimenovali po svojim bogovih. Ta imena uporabljamo še danes. Glede na to, kateri cesar je vladal, so bili v Rimu astrologi zelo cenjeni ali pa so jih preganjali. S kolapsom zahodnega rimskega cesarstva je astrologija v Evropi pričela izginjati, preživela pa je le v vzhodnih delih rimskega cesarstva. V 8. in 9. st. pa so se za astrologijo začeli zanimati Arabci. V 10. stoletju so arabski astrologi prevajali grške knjige.
Firmik Materno (280-360 n.š.) je bil rimski odvetnik, ki se je z astrologijo ukvarjal amatersko. Pri njem se prvič srečamo z etičnim kodeksom astrologa. V osmih knjiga je prevedel veliko del grških astrologov. Iz njegovih del je pozneje znanje črpal William Lilly.
Arabska astrologija
V 8. stoletju so Arabci, v veliki želji po razširitvi znanja, v Bagdad vabili bizantinske, perzijske in hindujske učenjake. V arabščino so prevajali tuje knjige, tudi knjige o astrologiji in astronomiji. Bagdad in Damask sta postali izobraževalni središči, kjer je potekalo učenje medicine, astronomije in astrologije. V arabskem svetu sta se združili indijska in helenistična astrologija. Pojavila se je vrsta astrologov, ki so pisali knjige, s čimer so se ohranila tradicionalna astrološka znanja in se kasneje prenesla na zahod. Velik pomen so pripisovali solarnemu povratku. Originalne grške točke so razširili in dodali nove in nove kombinacije, kar danes v astrologiji imenujemo »arabske točke«.
Arabski astrolog Alchabitus je uvedel nov sistem izračuna hiš, ki so ga uporabljali arabski astrologi, kot tudi srednjeveški in renesančni astrologi v Evropi, dokler ga ni izpodrinil Regiomontanusov sistem hiš. Al Biruni (973-1048) je bil zelo učen, vsestransko izobražen. Napisal je knjigo s podrobnim opisom arabskih točk.
Srednji vek
Astrologija v Evropi se je pričela prebujati. Glavna pozornost je bila usmerjena v horarno in elekcijsko astrologijo.  Astrologi so ponovno pričeli svetovati vladarjem. Srednjeveški astrologi so izdelovali magijske talismane.
Guido Bonatti je bil astronom in astrolog na dvoru kralja Frederika II. Bil je tudi profesor v Boloniji in vrhunski horarni astrolog. Bil je v sporu s cerkvijo. Izjavil je, da astrologi več vedo o zvezdah, kot teologi o Bogu. Johannes Campanus je bil italijanski matematik, astronom in astrolog. Natančno je preračunal razdalje planetov in njihovo velikost. Izdelal je tabelo sistema hiš, ki pa je zaživel kasneje, v 20. stoletju.
Zgodnja moderna astrologija
V 15.st. so izumili tiskarski stroj. Astrološke knjige so postale dostopne, kar je pospešilo razvoj astrologije. Astrologija se je v veliki meri uporabljala v kombinaciji z medicino. Astrologija in astronomija kot vedi sta se v 17. st. razdružili.
Astrologija, kot veda, je pričela zamirati okoli leta 1700. Prenehali so s poučevanjem astrologije na univerzah. Zadnji študij astrologije je obstajal na univerzi Salamanca v Španiji leta 1770.
V 19. stoletju se je začel preporod in ponovno obujanje starih znanj astrologije. K modernizaciji oziroma tako imenovani moderni astrologiji pa so veliko pripomogli Alan Leo, Dane Rudhyar in Ebertinova šola Kozmobiologije. Odprli so vrata astrologiji dvajsetega stoletja.
Regiomontan je poznan po sistemu hiš, ki se še danes uporabljaja v horarni astrologiji. Sestavil je efemeride. To so bile prve efemeride, ki so se tiskale v Evropi. Tycho Brahe je ugotovil netočnost dotedanjih efemerid in se odločil, da jih bo izboljšal. Leta 1572 je odkril supernovo, s čimer je zaslovel. Bil je tudi dvorni astrolog Rudolfa II. Njegov pomočnik je bil Johannes Kepler, ki je po njegovi smrti, leta 1601, postal dvorski astrolog Rudolfa II. in izdeloval horoskope za takratne člane plemstva. Leta 1620 je doživel travmatično izkušnjo, ko je bila njegova mama obtožena čarovništva, ker se je ukvarjala z zelišči in izdelovanjem tinktur. Zaradi tega so jo zaprli. Keplerju jo je uspelo rešiti iz zapora. Nadaljeval je Brahejevo delo in izdelal je Rudolfinske tabele s točnimi položaji Sonca, Lune in planetov (napake so se zmanjšale iz 5° na 10'). Vpeljal je harmonike, ki temeljijo na teoriji o harmoniji vesolja, s čimer je dopolnil Ptolomejeve klasične aspekte. Harmoniki so osnova za kasnejšo moderno astrologijo. John Dee je bil matematik, mag in alkimist. Svetoval je kraljici Elizabeti I. na področjih astrologije in znanosti. Določil je datum njenega kronanja. William Lilly (1602-1681) je zelo cenil Bonatija. Bil je poklicni astrolog, ukvarjal se je s horarno astrologijo in z napovedovanjem dogodkov v prihodnosti. Leta 1647 je izdal knjigo Krščanska astrologija, ki je postala temelj tradicionalne astrologije, še posebej horarne. Knjiga je priljubljena še danes.

## Tradicionalna astrologija danes
- kitajska astrologija
- indijska astrologija
- zahodna astrologija

## Veje astrologije
- elekcijska astrologija
- horarna astrologija

## Področja astrologije
- astrologija partnerstva
- mundana astrologija
- psihološka astrologija
- karmična astrologija